# Yesnaby

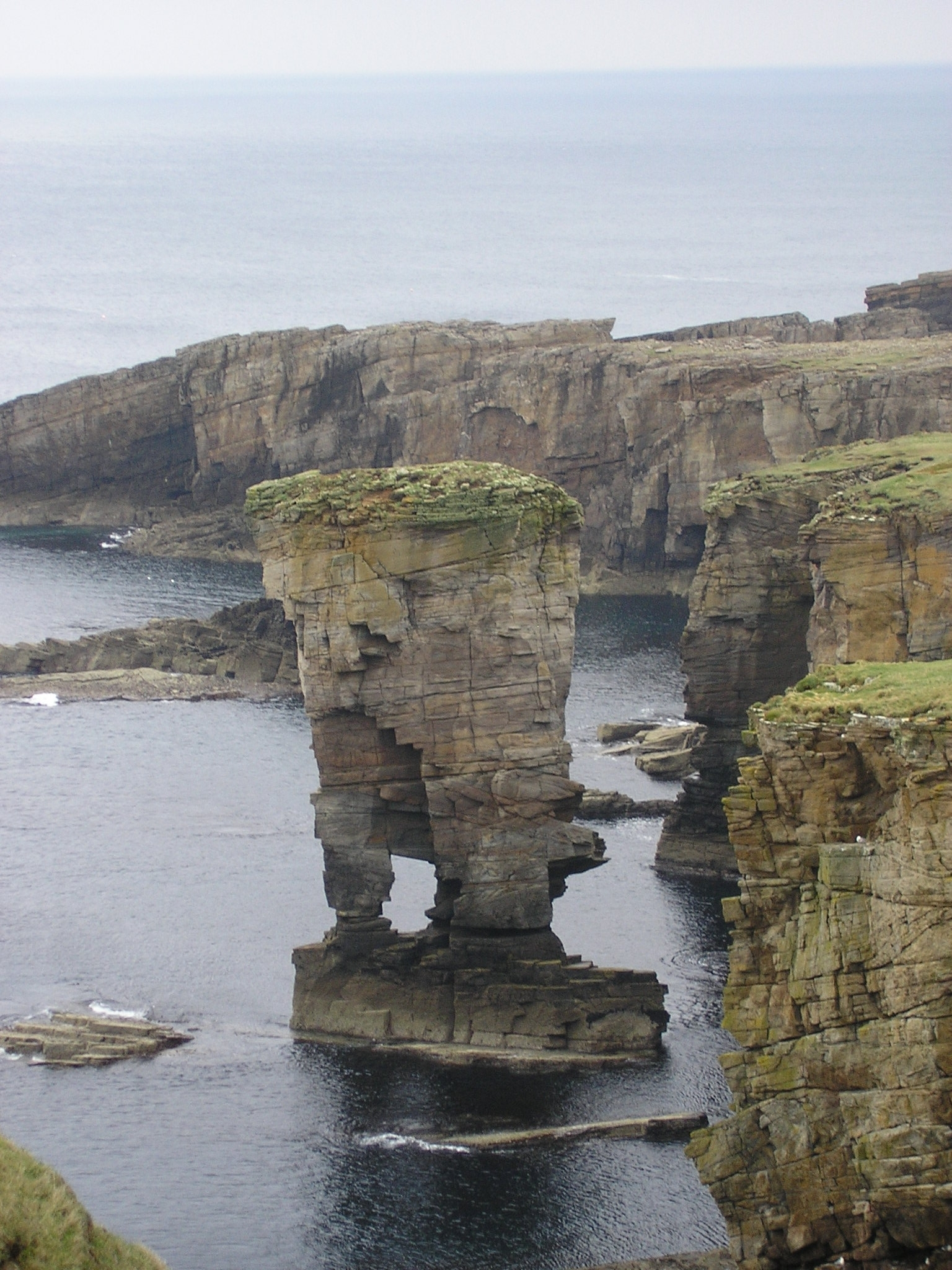
Yesnaby Castle

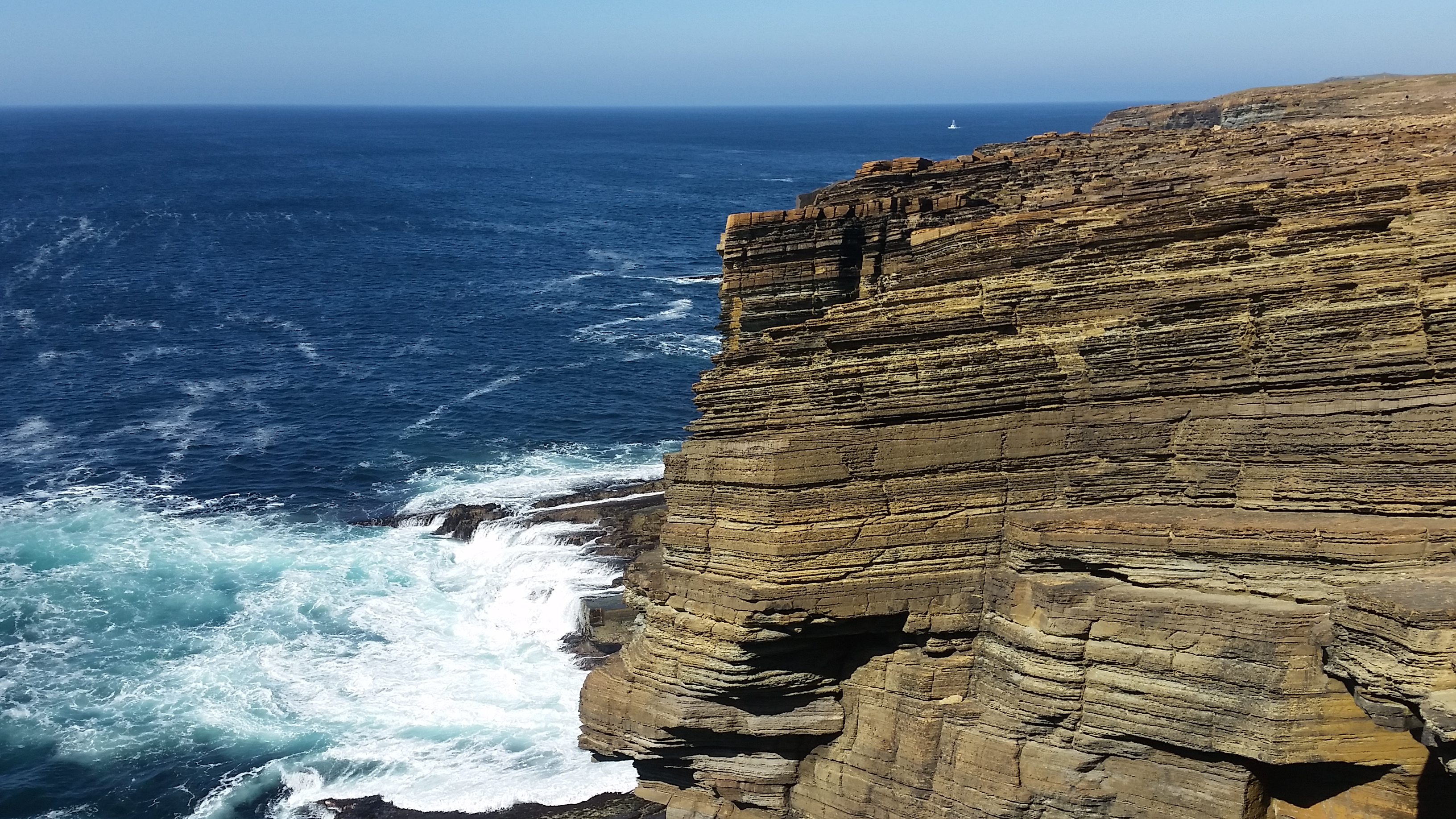
Sandsteinklippe in Yesnaby

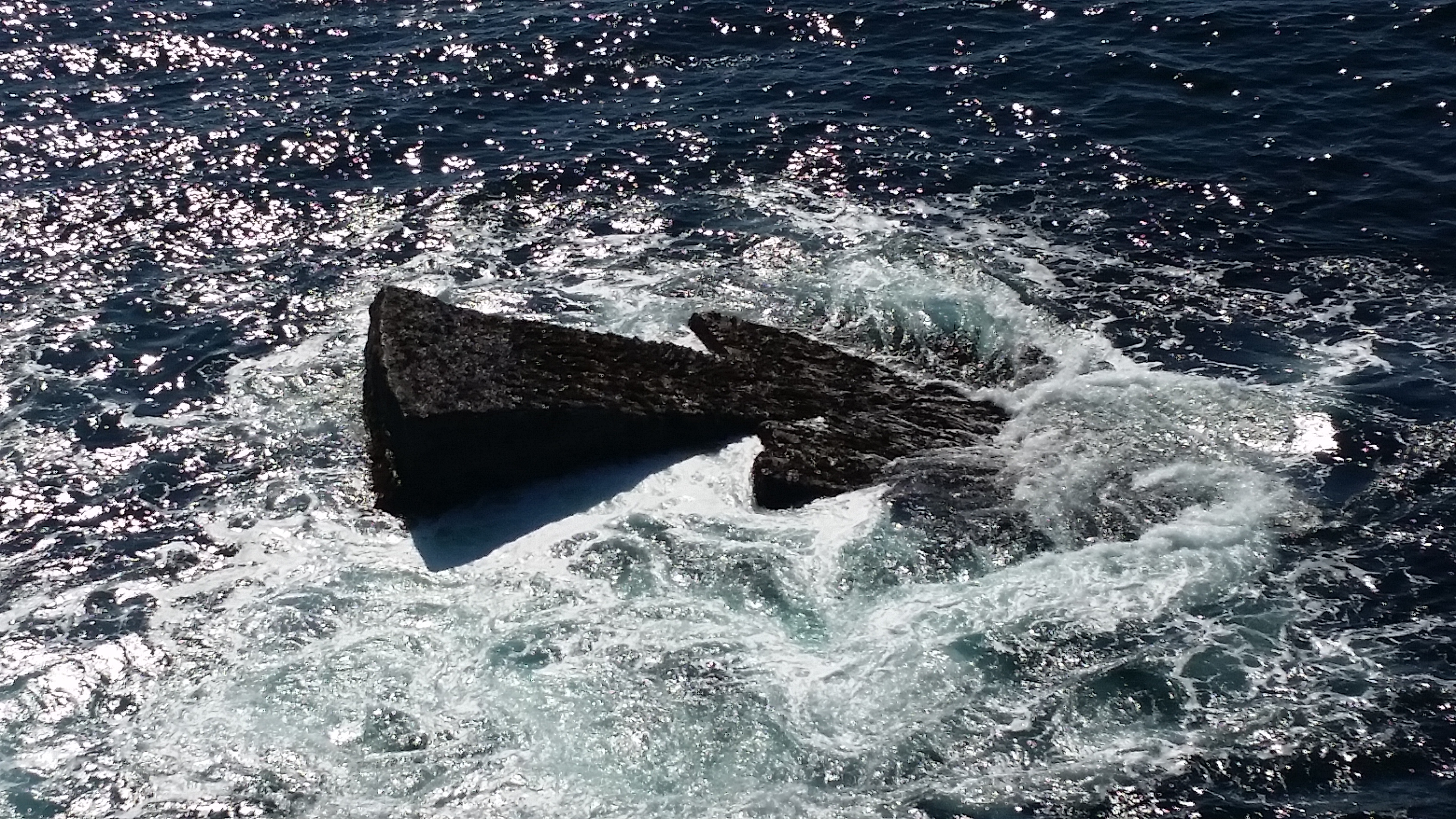
Markanter pfeilförmiger Felsen im Wasser

Yesnaby ist ein Gebiet im Westen der orkneyschen Insel Mainland in der Gemeinde Sandwick.
Yesnaby ist vor allem bekannt für seine meterhohen Klippen aus Old-Red-Sandstein, Brandungspfeiler, Blowholes und Geos (durch das Meer gewaschene Spalten in Klippen). Bekanntester Brandungspfeiler ist der Yesnaby Castle, auch als kleine Version des Old Man of Hoy bezeichnet. Der Sandstein stammt aus dem Devon. Yesnaby ist einer der wenigen Orte, wo die Primula scotica (Schottische Primel) vorkommt.
Der Ort ist ein beliebtes Touristenziel. Die markante Küstenlinie ist über die Yesnaby Road gut erreichbar.